# Hubert d'Andigné
Pour les autres membres de la famille, voir Famille d'Andigné.
Hubert d'Andigné, de son nom complet Hubert d'Andigné de Thévray, né le 24 avril 1917 à Saint-Poix en Mayenne et mort le 22 septembre 2005 à Alençon, est un homme politique français.

## Biographie
Hubert Marie Joseph Olivier René d'Andigné est le fils d'Olivier d'Andigné et de Jeanne Savary de Beauregard.
Propriétaire terrien, exploitant agricole et forestier, diplômé de l'École d'agriculture d'Angers, il épouse le 1er août 1942 Arlette Cormaille de Valbray avec laquelle il aura cinq enfants, dont Béatrice d'Andigné de Thévray.
Il entre au conseil municipal du Champ-de-la-Pierre le 29 avril 1945, et devient maire le 13 mars 1946. Quasiment toujours élu à 100 % des voix, il le demeure jusqu'en janvier 2005, détenant l'un des records de longévité à la tête d'une mairie.
Président de la Mutualité sociale agricole de l'Orne à partir de 1962, il est élu sénateur de 1965 à 1992 et président du conseil général de l'Orne entre 1967 et 1993.
Gaulliste, il échoue à ravir la présidence du conseil régional de Basse-Normandie aux Républicains indépendants Michel d'Ornano et Léon Jozeau-Marigné, n'étant que vice-président de l'institution.
Son pouvoir dans l'Orne est contesté sans succès dans les années 1980 par Alain Lambert et Jean-Claude Lenoir, jusqu'à son remplacement par Gérard Burel en 1993.
En janvier 2005, il démissionne de son mandat municipal pour raison de santé, demeurant simple conseiller municipal et laissant sa place à sa fille, Jeanne-Marie Boudet.
Il est également le fondateur en 1975 du parc naturel régional Normandie-Maine.

## Mandats
sénateur de l'Orne
- 26 septembre 1965 - 1er octobre 1992 (réélu le 22 septembre 1974 et le 25 septembre 1983)

Conseil général de l'Orne
- 1961-1998 : conseiller général du canton de Carrouges
- 1967-1993 : président

Maire du Champ-de-la-Pierre
- 1946 - janvier 2005

Conseil régional de Basse-Normandie

## Décorations
- Chevalier de la Légion d'honneur
- Officier de l'ordre du Mérite agricole